# Maria Ulrich
Maria Ulrich (geboren am 24. November 1894 in Oberarth oder Kirchberg; gestorben am 12. Oktober 1967 in Adliswil) war eine schweizerische Schriftstellerin.

## Leben
Maria Ulrich war die Tochter von Franz Dominik Ulrich und dessen Frau Rosina, geborene Kohli. Nach Abschluss der Primarschule wurde Ulrich Fabrikarbeiterin. Sie bildete sich dann weiter und war nach einer Lehre 43 Jahre lang eine Büroangestellte bei dem Seidenfabrikant Stehli in Arth und Obfelden. In dieser Zeit erarbeitete sie sich autodidaktisch das Handwerkszeug zur Buchautorin. Sie starb unverheiratet und ohne Kinder.

## Werk
Ulrich war eine von nur wenigen schweizerischen Autorinnen im frühen 20. Jahrhundert, die aus dem Arbeitermilieu stammten. In ihrem literarischen Schaffen nahm Ulrich eine durchaus sozialkritische Haltung ein und bezeugte authentisch die Verhältnisse und den Daseinskampf einfacher Leute im städtischen Proletariat. Ein Fokus lag auf der häuslichen Enge und dem familiären Miteinander sowie der Stellung der Frau. Bei ihrer Beschreibung der ärmlichen Lebenssituation verzichtete sie auf eine direkte Anklage derselben. Sie gilt zudem als Mundartschriftstellerin.
- Goldwies. Erzählung aus der schweizerischen Seidenstoffindustrie, Zürich 1928.
- Der Heimweg (Erzählung), Basel 1930.
- Die alte Treu (Jugendbuch), Basel 1930.
- Der Heimkehrer, Bern 1939.
- Der unbekannte Arbeiter (Erzählung), Einsiedeln 1940.
- Das Kreuz von Schwyz, Einsiedeln 1941.
- Arm und reich (Roman), Zürich 1945.
- Das Haus an der Gail, Wien 1959.